# Deflagration
Eine Deflagration (von lateinisch deflagrare = abbrennen) ist ein relativ schneller Verbrennungsvorgang, der umgangssprachlich auch Verpuffung genannt wird. Die Detonationsgeschwindigkeit von Explosionen ist jedoch deutlich höher.

## Eigenschaften der Deflagration
Eine Deflagration ist ein schneller Verbrennungsvorgang, bei dem der Druck nur durch die entstehenden und sich ausdehnenden Gase hervorgerufen wird. Die Fortpflanzung geschieht durch die bei der Reaktion freiwerdende Wärme, anders gesagt erfolgt die Zündung des unverbrannten Gemisches durch Aufheizung des Gemisches in der Flammenfront.
Bei einer Deflagration liegt der Verbrennungsdruck (in Luft unter atmosphärischen Ausgangsbedingungen) zumeist in der Größenordnung von 1 MPa (10 bar), kann jedoch abhängig vom Brennstoff höher sein (etwa bei nuklearen Reaktionen; siehe auch Supernova). Die Verbrennung verläuft mit einer Geschwindigkeit, die kleiner ist als die Schallgeschwindigkeit im verbrennenden Medium.
Bei höheren Geschwindigkeiten spricht man von einer Detonation, wobei sich der Verbrennungsmechanismus von der Aufheizung des unverbrannten Gemisches zur stoßwelleninduzierten Verbrennung wandelt. Detonationen in Rohrleitungen können Drücke zur Folge haben, die die Explosionsdrücke bei Deflagrationen um ein Vielfaches übersteigen. Bei der Detonation überlagert sich die Druckwelle mit der bei der Explosionsreaktion entstehenden temperaturbedingten Volumenausdehnung.
Im deutschen Sprachraum wird als Deflagration auch die selbsttätig fortlaufende Zersetzung eines Feststoffes bezeichnet, die mit einer Wärme- oder Gasfreisetzung einhergehen kann. Unter einer Deflagration versteht man auch eine Zersetzungsreaktion unter Abwesenheit von Sauerstoff.

## Verpuffung
Der Begriff „Verpuffung“ ist wissenschaftlich nicht klar definiert. Er wird oft genutzt, um eine schwache Form der Deflagration zu beschreiben, kann aber durch die unklare Definition als Synonym für Deflagration genutzt werden.